# Schmorkau

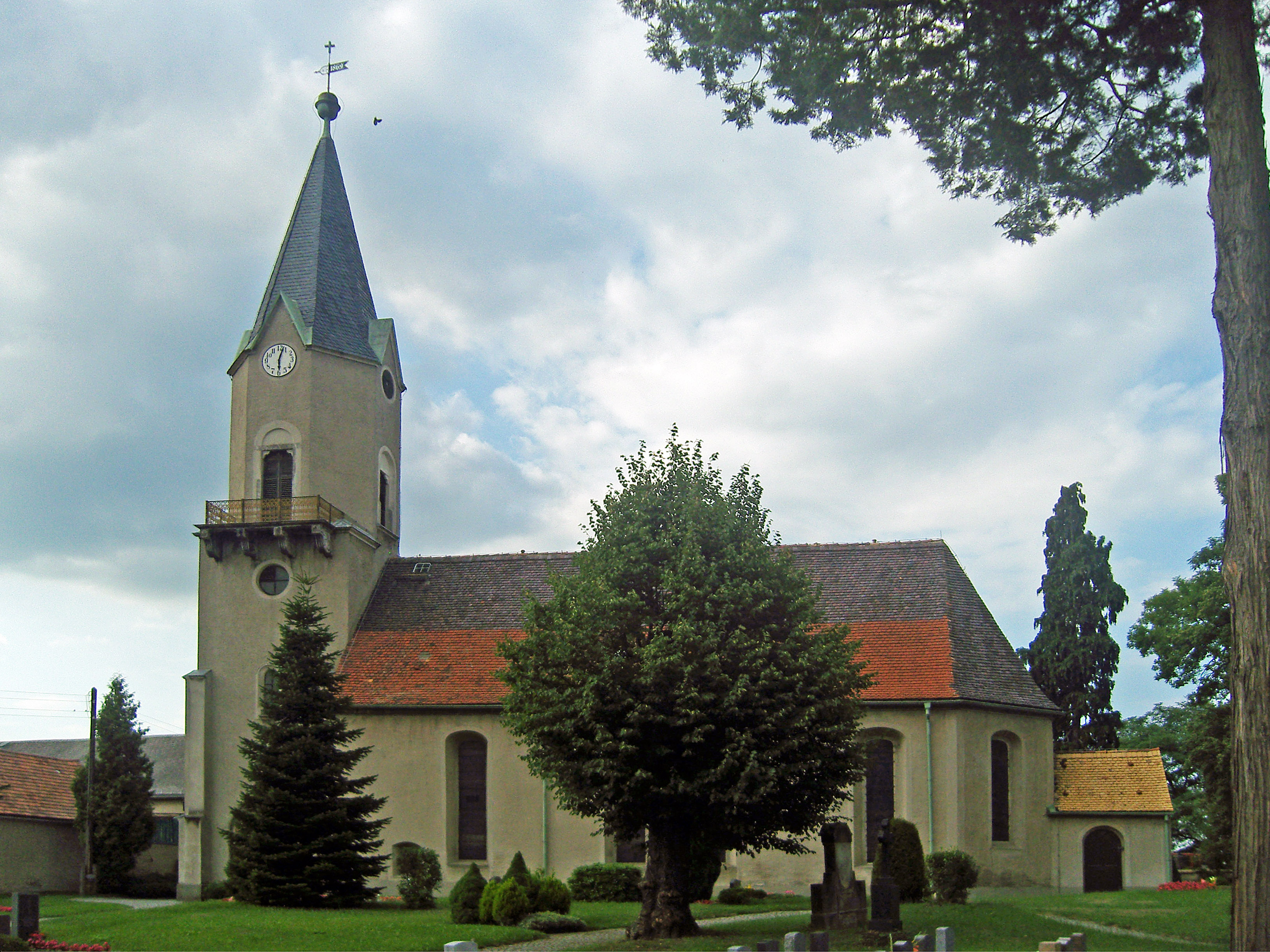
Kirche in Schmorkau

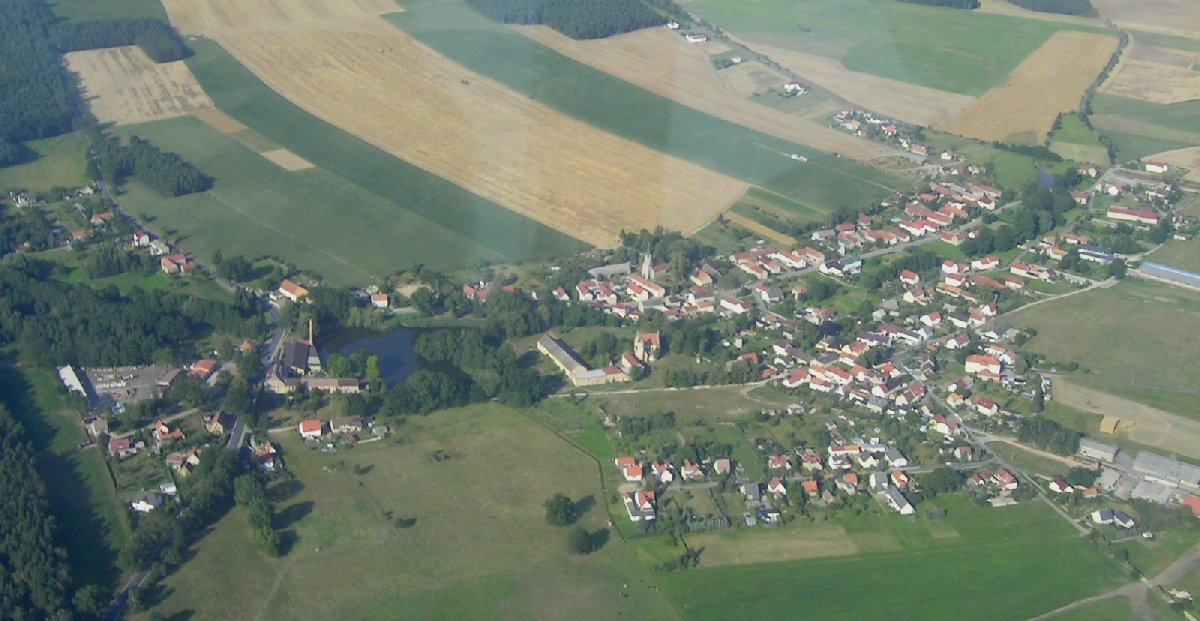
Blick auf Schmorkau aus einem Flugzeug

Schmorkau (obersorbisch Šmorkow) ist ein Ortsteil der Gemeinde Neukirch in Sachsen, an der Bundesstraße 97 zwischen Dresden und Hoyerswerda. Durch den Ort fließt der Otterbach.

## Geschichte

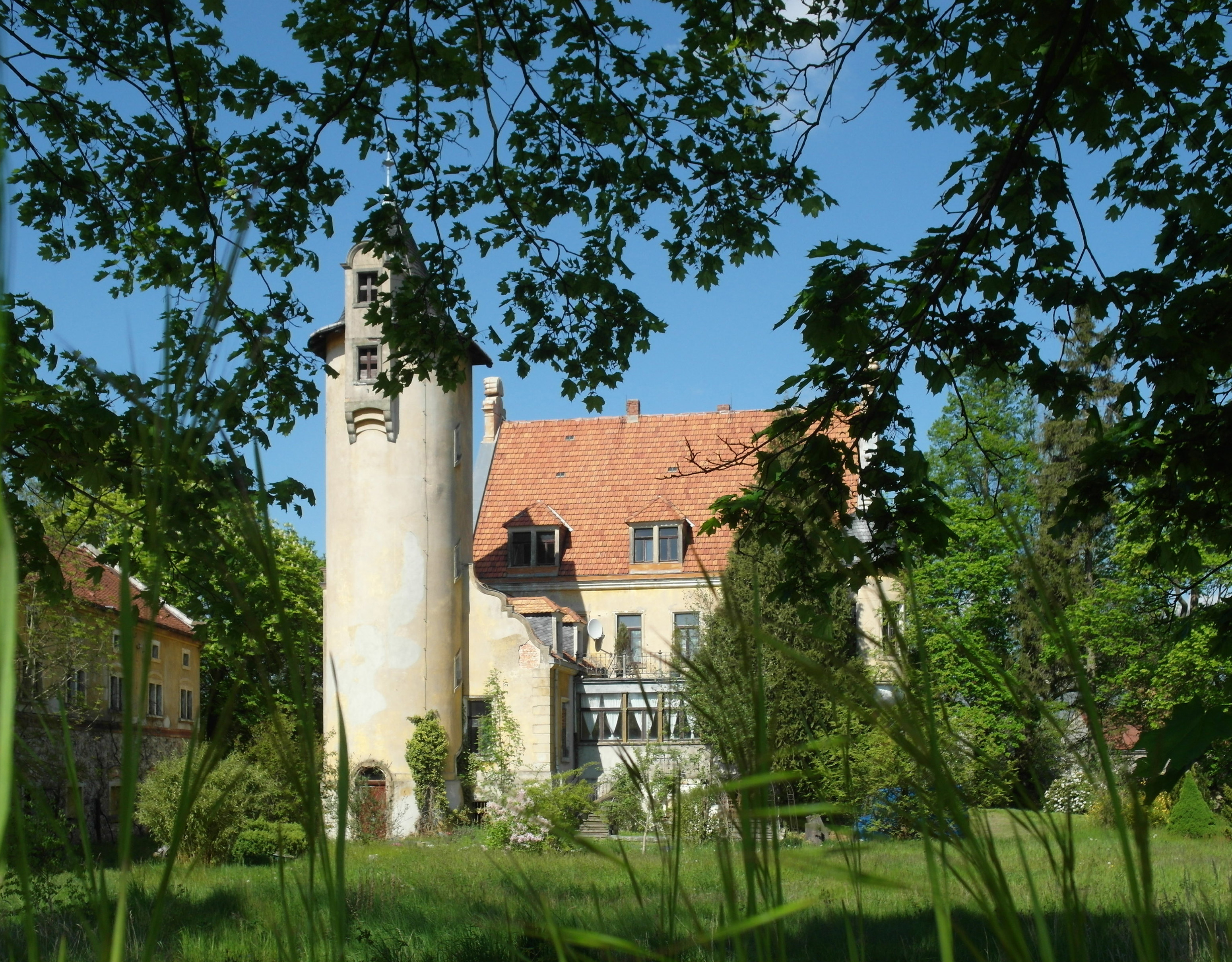
Schloss Schmorkau

Schmorkau wurde 1342 erstmals urkundlich erwähnt. Der Ortsname stammt wahrscheinlich vom sorbischen Wort šmrók (heutiger Standard: šmrěk) für „Fichte“. Lange Zeit war das Straßenangerdorf mit Gelängeflur entlang des Otterbaches zweigeteilt. Rechtsseitig des Baches lag die Oberlausitzer Seite, die links des Baches gelegene Meißner Seite bildete eine Exklave der Mark Meißen innerhalb der Oberlausitz. Verwaltungsmäßig gehörte die Meißner Seite zum Amt Stolpen; die Oberlausitzer Seite seit 1777 zum Bautzener Kreis und ab 1843 zum Landgerichtsbezirk Bautzen.
Mit der Neuordnung der sächsischen Verwaltungsstrukturen wurden sowohl Schmorkau Meißner Seite als auch Schmorkau Oberlausitzer Seite 1856 dem Gerichtsamt Königsbrück und 1875 der Amtshauptmannschaft Kamenz zugeordnet. 1890 wurden beide Landgemeinden zur Gemeinde Schmorkau vereinigt, die bis 1994 eine eigenständige Gemeinde blieb.
Die prägnantesten Gebäude im Ort sind die evangelische Kirche und das Schloss. Das Schloss in seiner jetzigen Form wurde 1898 erbaut, wobei die Geschichte der Schloss- und Parkanlage mindestens bis ins 18. Jahrhundert zurückreicht. Ca. 1910 ging es aus Privatbesitz ins Eigentum des Deutschen Reiches über. In der Folgezeit wurde es als Lazarett für den Truppenübungsplatz Königsbrück genutzt. Nach Abzug der sowjetischen Truppen 1992 stand das Schloss jahrelang leer, bevor es 1998 von der Gemeinde Neukirch übernommen und entkernt wurde. Von 2002 bis 2017 wurde es von der privaten Schloss-Schmorkau Sanierungs- & Betreibergesellschaft verwaltet, die im Gebäude eine nicht-öffentliche Galerie mit Fotos und Ansichtskarten eingerichtet hatte. 
2017 wurden das Schloss- und Schlossgelände an private Erwerber weiterveräußert. Das Gelände ist für die Öffentlichkeit nicht zugänglich. 2021 sind das Schloss und das umliegende Gelände als sanierungsbedürftig einzuordnen. 
Das Dorf ist mit 448 Einwohnern der größte Ortsteil der Gemeinde Neukirch; die Einwohnerzahl war in den letzten drei Jahren überwiegend konstant. 
Im Ort existieren lediglich drei eingetragene Vereine, darunter die Feuerwehr, der Karnevalsclub und ein Sportverein. 
Am Vortag zum Tag der Deutschen Einheit fand früher das sogenannte Fischerfest statt, bei welchem geräucherte Karpfen aus den umliegenden Teichen verkauft wurden. Aufgrund mangelnden Interesses wird das Fischerfest nicht mehr durchgeführt.
Auch zur Karnevalszeit werden vom Schmorkauer Karnevalsclub e. V. Faschingsveranstaltungen durchgeführt. Der Karnevalsclub hat eine lange Tradition, seit 1972 wird in Schmorkau Karneval gefeiert.

## Bevölkerungsentwicklung

### Schmorkau Oberlausitzer Seite
| Jahr | Einwohner                               |
| ---- | --------------------------------------- |
| 1560 | 17 Hufner („besessene Mann“), 6 Gärtner |
| 1777 | 14 Hufner, 13 Häusler                   |

### Schmorkau Meißner Seite
| Jahr | Einwohner                               |
| ---- | --------------------------------------- |
| 1561 | 15 Hufner („besessene Mann“), 2 Gärtner |
| 1748 | 12 Hufner, 10 Häusler                   |

### Schmorkau
Die Einwohnerzahlen werden monatlich im Königsbrücker Stadtanzeiger veröffentlicht. (Angaben in der Tabelle jeweils zum 31.12. des Jahres.)
| Jahr | Einwohner |
| ---- | --------- |
| 1834 | 400       |
| 1871 | 467       |
| 1890 | 484       |
| 1910 | 561       |
| 1925 | 569       |
| 1939 | 708       |
| 1946 | 741       |
| 1950 | 832       |
| 1964 | 675       |
| 1990 | 553       |
| 2010 | 492       |
| 2018 | 440       |
| 2019 | 443       |
| 2020 | 448       |
| 2021 | 447       |
| 2022 | 444       |
| 2023 | 443       |

## Verkehr
Schmorkau lag an der Bahnstrecke Dresden-Klotzsche–Straßgräbchen-Bernsdorf. Die Strecke wird seit 24. Mai 1998 nicht mehr befahren.

## Persönlichkeiten
- Richard Seifert (1861–1919), Chemiker, Generaldirektor